# Đương lượng (hóa học)
Đương lượng hay Equivalent (Eq hay eq) là đơn vị đo lường thường dùng trong hoá học và sinh học. Nó đo lường khả năng một chất kết hợp với các chất khác. Nó thường được dùng khi nói về nồng độ chuẩn.
Đương lượng của 1 nguyên tố là số phần khối lượng của nguyên tố đó kết hợp với 1,008 phần khối lượng của Hydro hoặc 8 phần khối lượng của Oxi hoặc thay thế những lượng đó trong hợp chất.
Ví dụ: đương lượng của H là 1,008, của O là 8,0, của C là 3,0, của N là 4,6, của Al là 9,0, của Na là 23,0...
Trong phản ứng hóa học "các nguyên tố kết hợp với nhau hoặc thay thế nhau theo các khối lượng tỉ lệ với đương lượng của chúng". Đó là định luật đương lượng do nhà vật lý và hóa học người Anh John Dalton (1766-1844) đề ra năm 1792. Định luật này cho phép tính một cách đơn giản đương lượng của 1 nguyên tố khi biết đương lượng của nguyên tố khác tác dụng với nó.
Đương lượng được định nghĩa chính thức là khối lượng tính bằng gam của một chất sẽ phản ứng với 6,022 x 1023 electron. (Đây là số Avogadro, nghĩa là số hạt trong một mol chất).
Thực nghiệm cho thấy rằng khối lượng nguyên tử của nguyên tố luôn luôn là một số nguyên lần của đương lượng của nguyên tố đó. Số nguyên đó cũng chính là hóa trị của nguyên tố. Vì vậy khối lượng đương lượng của một chất cho trước về thực tế bằng với lượng chất tính theo mol chia cho hoá trị của chất đó.
Trong thực tế, khối lượng đương lượng thường có độ lớn rất nhỏ, vì vậy nó thường được diễn tả bằng mili đương lượng, tức miliequivalent (mEq hay meq) – tiền tố mili biểu thị số đo được chia cho 1000. Phép đo này cũng rất thường gặp ở dạng miliequivalent chất tan trong một lit dung môi (mEq/l). Điều này rất thường gặp trong đo lường dịch sinh học; thí dụ nồng độ kali trong máu người bình thường là từ 3,5 đến 5,0 mEq/l.
Đương lượng có ưu điểm so với các phép đo nồng độ khác (như mol) trong phân tích định lượng phản ứng. Đặc điểm nổi trội của việc dùng đương lượng là không cần nghiên cứu nhiều về bản chất của phản ứng, nghĩa là không cần phân tích và cân bằng phương trình hoá học. Đương lượng các chất tham gia phản ứng là bằng nhau để sinh ra cùng một đương lượng sản phẩm. Thí dụ trong máu có 142 mEq/l Na+ và 103 mEq/l Cl- thì trong 1 lit máu, 103 mEq Na+ sẽ kết hợp với 103 mEq Cl-, còn lại 39 mEq Na+ sẽ kết hợp với các anion khác như HCO3-.
Đương lượng của 1 hợp chất là số phần khối lượng của hợp chất đó phản ứng không thừa không thiếu với 1 đương lượng của hợp chất khác. Dưới đây là quy tắc tính đương lượng của một số loại hợp chất trong các phản ứng trao đổi:
Đương lượng của 1 oxit kim loại bằng khối lượng phân tử của oxit đó chia cho tổng hóa trị của kim loại trong oxit đó.
Ví dụ: Đương lượng của Al2O3 là 102:(3×2)=17
Đương lượng của 1 axit bằng khối lượng phân tử của axit đó chia cho số nguyên tử H được thay thế trong phân tử axit.
Ví dụ: Đương lượng của H2SO4 khi 2 nguyên tử H được thay thế là 98:2=49 và khi 1 nguyên tử H được thay thế là 98.
Đương lượng của 1 base bằng khối lượng phân tử của base chia cho hóa trị của nguyên tử kim loại trong phân tử.
Ví dụ: Đương lượng của NaOH là 40.
Đương lượng của 1 muối bằng khối lượng phân tử của muối chia cho tích hóa trị của các nguyên tử kim loại trong phân tử.
Ví dụ: Đương lượng của Al2(SO4)3 là 342:(3×2)=57
Trong tính toán hóa học người ta rất hay dùng đại lượng đương lượng gam giống như đại lượng nguyên tử gam và phân tử gam mà ngày nay được thay bằng mol.
Đương lượng gam của 1 đơn chất hay hợp chất là lượng chất đó được tính bằng gam và có giá trị bằng đương lượng của nó.

## Chuyển đổi
- Đối với ion hoá trị một, 1 Eq = 1 mol
- Đối với ion hoá trị hai, 1 Eq = 0,5 mol
- Đối với ion hoá trị ba, 1 Eq = 0,333 mol
  - Hay bằng số Eq chia cho hóa trị của nguyên tố đó